# 쌍생성
쌍생성(雙生成, 영어: pair production)이란 기본입자(주로 전자나 그 외의 보손입자)와 그의 반입자가 생성되는 것을 말한다. 이는 한 쌍을 생성할 수 있을 만큼 충분한 에너지(적어도 두 입자의 총 정지질량 에너지만큼)가 공급돼야만 가능하고 에너지와 운동량이 보존돼야 한다. 생성된 입자의 그 외의 모든 양자수(각운동량, 전하량)의 합은 0이다. 따라서 만들어진 입자들은 서로 반대의 값을 갖는다. 예를 들어 한 입자의 기묘도가 +1이면 다른 입자는 반드시 -1 이 돼야 한다.
핵물리에서는 높은 에너지의 광자가 핵근처에서 상호작용하여 운동량 보존의 법칙에 위배되지 않도록 전자와 양전자쌍을 만드는 것을 말한다. 처음에 광자의 운동량이 무언가에 의해 흡수되어야만 하기 때문에 쌍생성은 하나의 광자만 있는 빈 공간에서는 일어날 수 없다. 핵 또는 또 다른 광자가 쌍생성 전후의 에너지와 운동량이 모두 보존될 수 있도록 한다.
광자-핵의 쌍생성은 광자의 에너지가 전자의 정지질량에너지의 두 배(1.022MeV)가 넘는 경우에만 일어날 수 있다. 광자-광자의 쌍생성의 경우에는 각 광자의 에너지가 511keV이상이면 가능하다. 높은 에너지의 타우온과 같은 다른 경입자(lepton)에서도 이와 같은 보존법칙이 적용된다. 두 광자는 각각 한 입자의 정지질량에너지를 지녀야 하고, 하나의 광자와 무거운 핵의 경우 광자는 입자 쌍 전체의 정지질량에너지를 지녀야한다. 이러한 상호작용은 패트릭 블래킷에 의해 처음으로 관측되었고 이로 인해 1948년에 노벨 물리학상을 수상하였다.

## 같이 보기
- 쌍소멸